# Chrismopteryx vicina
Chrismopteryx vicina är en fjärilsart som beskrevs av Louis Beethoven Prout 1910. Chrismopteryx vicina ingår i släktet Chrismopteryx och familjen mätare. Inga underarter finns listade i Catalogue of Life.